# Trent Dimas
Pour les articles homonymes, voir Dimas.
Trent Dimas (né le 10 novembre 1970) est un gymnaste américain qui a été champion olympique.

## Palmarès

### Jeux olympiques
- Barcelone 1992
  -  médaille d'or à la barre fixe

### Jeux panaméricains
- Havana 1991
  -  médaille de bronze au sol
  -  médaille de bronze à la barre fixe